# STAR (いきものがかりの曲)
「STAR」（スター）は、いきものがかりの楽曲。自身の10作目の配信シングルとしてソニー・ミュージックレーベルズ / エピックレコードジャパンからダウンロード配信で2023年5月3日に発売された。

## 概要
前作より約1年11ヶ月ぶりのリリースとなる二人体制初のシングル。
映画『銀河鉄道の父』の主題歌。
2023年5月3日、約7年ぶりのフリーライブ「2人体制で“STAR”トしまSHOW!!」を神奈川・海老名のビナウォークで開催し、TwitchのAmazon Music Japan公式チャンネルで生配信され、フリーライブ後、Twitchにてインタビュー映像も配信された。本作のティーザー映像はYouTubeにて公開されている。ジャケットとアーティストビジュアル、ティーザー映像は、濱田英明が担当した。
同年5月5日、本作のミュージック・ビデオがYouTubeで公開されている。

## 収録曲
| 全作詞・作曲: 水野良樹。 |          |          |            |          |      |
| #                        | タイトル | 作詞     | 作曲・編曲 | 編曲     | 時間 |
| 1.                       | 「STAR」 | 水野良樹 | 水野良樹   | 本間昭光 | 5:11 |

## 参加ミュージシャン
- いきものがかり
  - 吉岡聖恵：ボーカル
  - 水野良樹：ギター